# Golfo de Morbihan (archipiélago de los Kerguelen)

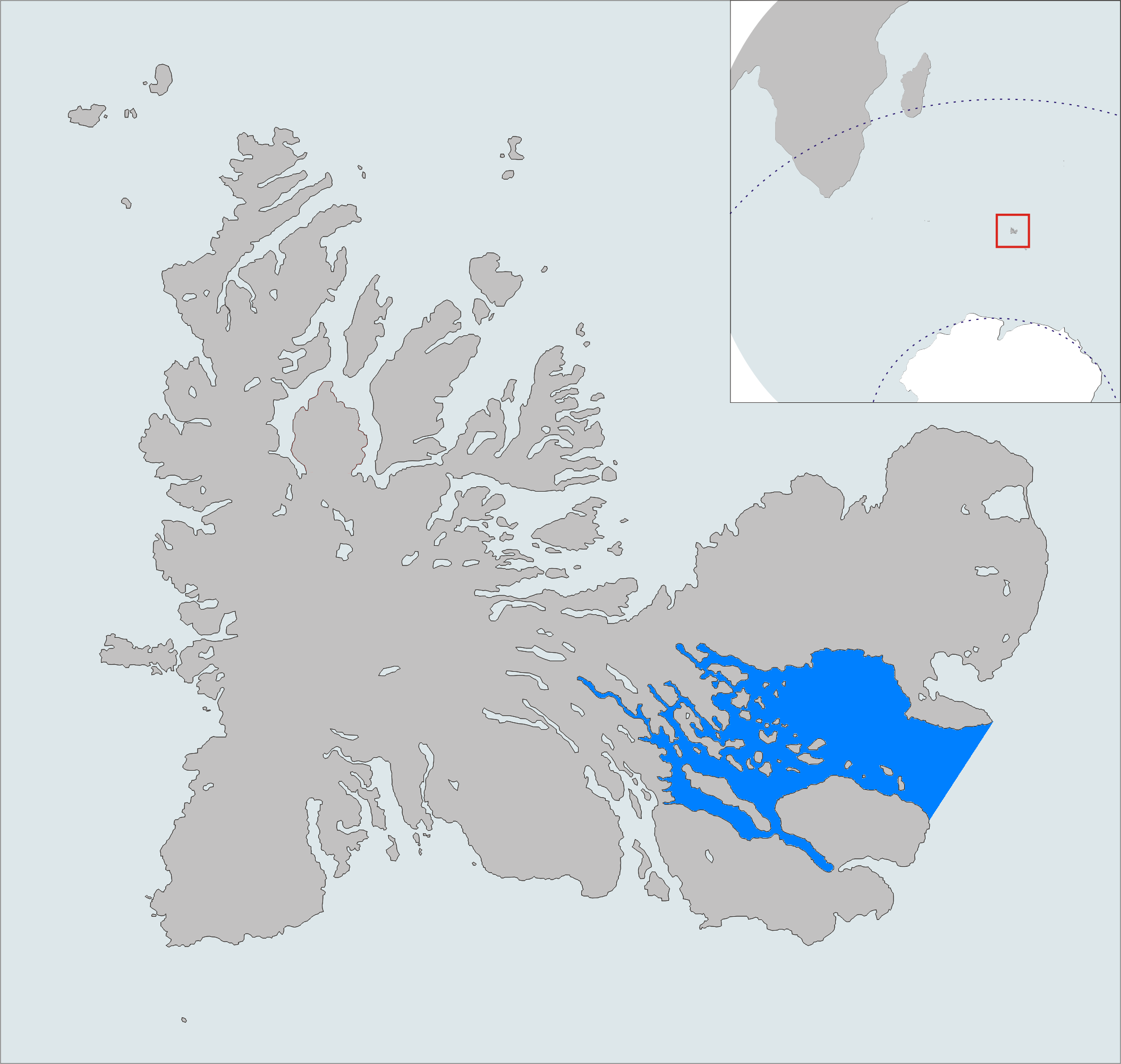
Localización del Golfo de Morbihan, Islas Kerguelen

El golfo de Morbihan del archipiélago de los Kerguelen forma un profundo y ancho recorte en la parte centro-este de la isla principal de la Gran Tierra. Se extiende sobre una veintena de kilómetros según el eje norte sur y sobre una cuarentena de kilómetros según el eje este oeste (puntualmente hasta más de cincuenta kilómetros que van hasta el fondo del fiordo de los hermanos Bossière).  Es un espacio marítimo relativamente cerrado que constituye un abrigo natural para las naves y sobre los márgenes del cual han sido construidas las estaciones de Puerto Juana de Arco después de Port-aux-Français. El golfo de Morbihan está sembrado de numerosas islas y de numerosas isletas. El clima es más seco que en las demás partes del archipiélago debido al efecto de foehn creado por los sistemas montañosos de la costa oeste que protegen del flujo general de las perturbaciones.

## Toponimia

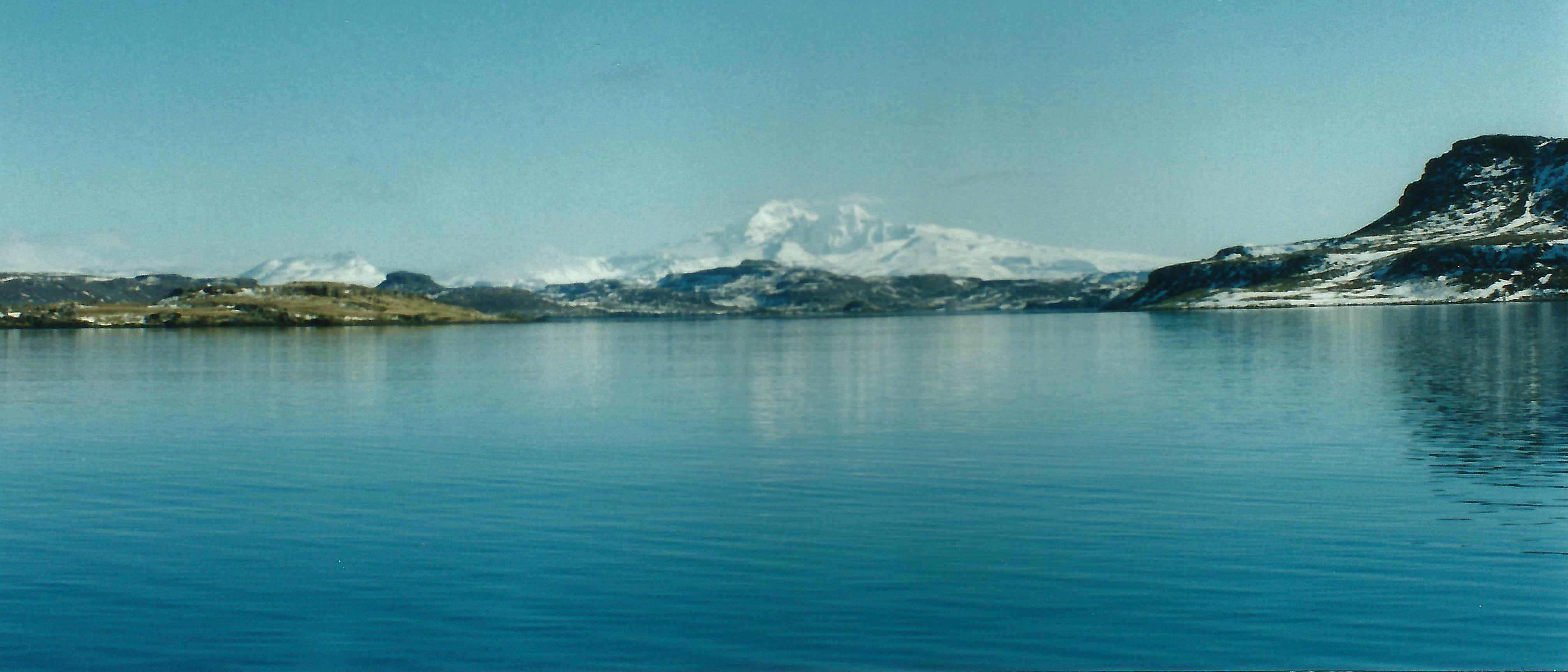
Vista sobre el Mont Ross desde el golfo de Morbihan.

El golfo de Morbihan fue bautizado así por Raymond Rallier del Baty durante sus expediciones del comienzo del siglo XX en  honor de su Bretaña natal y por analogía geográfica. Así, el nombre de « Golfo de Morbihan » aparece » sobre el mapa que publicó en 1922. 
Antes, el sitio era conocido como el « Royal Sound » y aparecía así sobre el mapa de James Cook. Ha quedado por otra parte el nombre de « Pasaje Real » para designar la entrada del golfo.
La apelación de golfo ha sido confirmada por la comisión de toponimia de Tierras Australes y Antárticas Francesas, respetando así la jerarquía de los términos topográficos ya que el Golfo de Morbihan comprende bahías, como « Bahía de la aurora austral », donde se encuentra Port-aux-Français. No obstante, la denominación de Bahía de Morbihan aparece sobre diversos mapas y es utilizada a menudo indiferentemente, incluso en escritos oficiales.

## Zona de entidad para la conservación de los pájaros

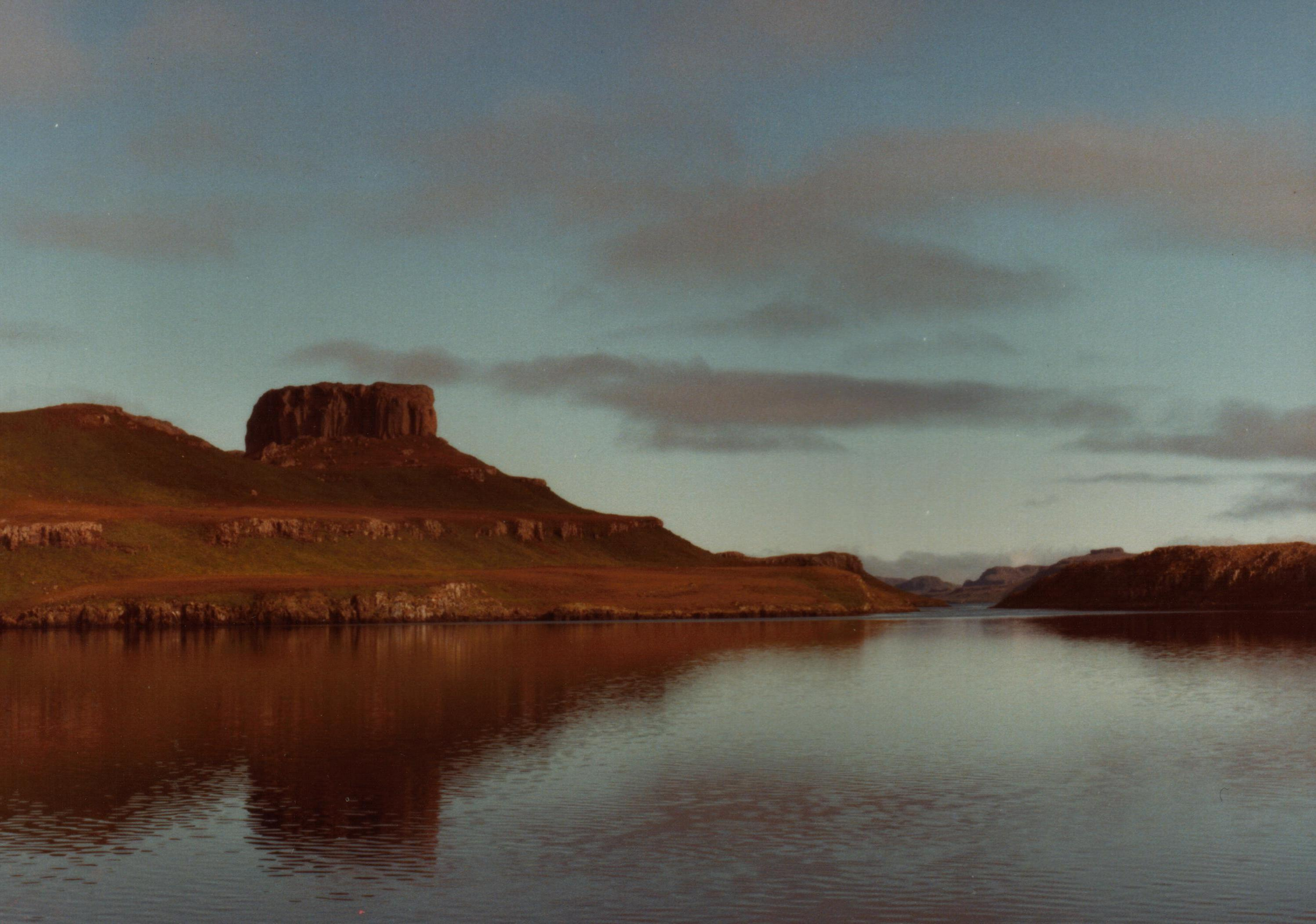
En el golfo de Morbihan, el pasaje entre la isla del Castillo (a izquierda) y la isla Australia (a derecha).

Las islas del golfo de Morbihan están consideradas como zona de entidad para la conservación de las aves (zona TF010). Entre las especies remarcables que allí se reproducen, se encuentra el pato de Eaton (Anas eatoni), el petrel gigante subantártico o petrel de Hall (Macronectes halli) con aproximadamente 150 parejas reproductoras, el prion azul o petrel azul (Halobaena caerulea) con 100 000 a 200 000 parejas, el puffin gris o petrel gris (Procellaria cinerea) con 5 000 parejas, la sterne de Kerguelen (Sterna virgata)…Algunas islas están libres de mamíferos introducidos y han conservado una vegetación subantártica de tipo original favorable al mantenimiento de los asentamientos de aves. Es efectivamente sobre todo en la espesura de los almohadones de azorella (Azorella selago), preservada del diente de los conejos (Oryctolagus cuniculus), donde los petreles excavadores pueden horadar sus terreras de reproducción sin temer que sus nidos sean devorados por gatos (Felis catus) o sus huevos y crías por ratas (Rattus rattus). Además de los petreles azules, las especies más abundantes que utilizan este tipo de hábitat son las pardelas como Pelecanoides urinatrix y la de Georgia (Pelecanoides georgicus) así como los priones de la Desolación (Pachyptila desolata) y de Belcher (Pachyptila belcheri). Al crepúsculo, multitudes de estos pájaros recuperan sus territorios desde el océano sobrevolando el pasaje Real.

## Reserva natural de las Tierras australes francesas
Mientras que las aguas del golfo de Morbihan no están comprendidas en la parte marítima de la Reserva natural nacional de las Tierras australes francesas creada por el decreto no 2006-1211 del 3 de octubre de 2006, el conjunto de las islas y de las riveras sí están incluidas en la parte terrestre de esta misma reserva. También varias otras islas se benefician de un estatus reforzado : las islas de Antarès, Suhm, Greak, Blakeney, Bryer, Pender y Hoskyn están clasificadas como reserva integral y prohibido su acceso ; las islas Murray, del Gato, del Chaton, del Cementerio, del Castillo, Mayes, Australia y Elevada están reservadas a la investigación científica y técnica.

## Ecología marina
El golfo de Morbihan es la principal zona de presencia del delfín de Commerson.
Las capturas realizadas en el marco de estudios ictiológicos han mostrado que cuatro especies de peces eran las dominantes en el golfo de Morbihan :  Champsocephalus rhinoceratus, Notothenia cyanobrancha, Notothenia rossii y Paranotothenia magellanica.

## Instalaciones humanas
Debido a su carácter resguardado, el Golfo de Morbihan ha acogido sobre sus márgenes a la mayoría de las instalaciones humanas del archipiélago de los Kerguelen. Estas fueron sobre todo :
- a mediados del siglo XIX, el cementerio de los foqueros estadounidenses, en la isla del Cementerio,
- en 1874-1875, para la observación del pasaje de Venus ante el sol el 9 de diciembre de 1874 :
  - el observatorio de la misión astronómica inglesa del Volage, en bahía del Observatorio,
  - el observatorio de la misión astronómica americana en la punta Molloy,
- de 1906 a 1922, la estación ballenera de Puerto Juana de Arco,
- de 1953 a 1963, la estación sismológica de Molloy, y la estación geomagnética de Puerto Duodécimo al sur de la bahía
- de 1960 a 2012, la granja de Puerto Bizet en la isla Larga,
- de 1984 a 1993, la estación experimental de ganadería de salmón del lago de Armor,
- desde 1950, la estación técnica y científica de Port-aux-Français.